# Підліснянська сільська рада
Підліснянська сільська́ ра́да — адміністративно-територіальна одиниця та орган місцевого самоврядування в Монастириському районі Тернопільської області. Адміністративний центр — село Підлісне.

## Загальні відомості
- Територія ради: 2,97 км²
- Населення ради: 448 осіб (станом на 2001 рік)
- Територією ради протікає річка Княгиня

## Населені пункти
Сільській раді підпорядковані населені пункти:
- с. Підлісне

## Склад ради
Рада складається з 16 депутатів та голови.
- Голова ради: Петльована Ганна Мартинівна
- Секретар ради: Халява Галина Михайлівна

### Керівний склад попередніх скликань
| Прізвище, ім'я, по батькові      | Основні відомості                                                               | Дата обрання | Дата звільнення |
| -------------------------------- | ------------------------------------------------------------------------------- | ------------ | --------------- |
| Озьмінський Володимир Михайлович | Сільський голова, 1949 року народження                                          | 26.03.2006   | 31.10.2010      |
| Петльована Ганна Мартинівна      | Сільський голова, 1964 року народження, освіта середня спеціальна, позапартійна | 31.10.2010   |                 |

Примітка: таблиця складена за даними сайту Верховної Ради України

### Депутати
За результатами місцевих виборів 2010 року депутатами ради стали:

#### За суб'єктами висування
| Суб'єкт висування | Кількість обраних депутатів | %   |
| ----------------- | --------------------------- | --- |
| Самовисування     | 16                          | 100 |

#### За округами
| № округу | Прізвище, ім'я, по батькові             | Дата визнання обраним | Освіта             | Партійна приналежність | Відомості про обраного депутата                       |
| -------- | --------------------------------------- | --------------------- | ------------------ | ---------------------- | ----------------------------------------------------- |
| 1        | Клімик Богдан Григорович                | 01.11.2010            | середня            | позапартійний          | тимчасово не працює                                   |
| 2        | Білас Ярослав Васильович                | 01.11.2010            | середня спеціальна | позапартійний          | тимчасово не працює                                   |
| 3        | Банах Іван Володимирович                | 01.11.2010            | незакінчена вища   | позапартійний          | Галицька академія, студент                            |
| 4        | Кіт Василь Теодорович                   | 01.11.2010            | середня            | позапартійний          | тимчасово не працює                                   |
| 5        | Литвак Михайло Іванович                 | 01.11.2010            | середня            | позапартійний          | тимчасово не працює                                   |
| 6        | Батіг Василь Васильович                 | 01.11.2010            | вища               | позапартійний          | Підліснянська загальноосвітня школа І-ІІ ст., вчитель |
| 7        | Собчук Анна Володимирівна               | 01.11.2010            | середня            | позапартійна           | тимчасово не працює                                   |
| 8        | Медвідь Василь Григорович               | 01.11.2010            | середня            | позапартійний          | пенсіонер                                             |
| 9        | Трач Михайло Павлович                   | 01.11.2010            | середня            | позапартійний          | тимчасово не працює                                   |
| 10       | Починок Ярослава Ярославівна            | 01.11.2010            | середня спеціальна | позапартійна           | Підліснянська сільська рада, бухгалтер                |
| 11       | Ясінський Руслан Васильович             | 08.11.2010            | середня спеціальна | позапартійний          | тимчасово не працює                                   |
| 12       | Біньковський Роман-Олександр Степанович | 01.11.2010            | незакінчена вища   | позапартійний          | Івано-Франківська філія ПП «Фуд-трейд», логіст        |
| 13       | Халява Галина Михайлівна                | 01.11.2010            | вища               | позапартійна           | Підліснянська сільська рада, секретар                 |
| 14       | Хрущ Андрій Андрійович                  | 01.11.2010            | середня            | позапартійний          | Підліснянська сільська рада, прибиральник             |
| 15       | Кобилянська Галина Павлівна             | 01.11.2010            | середня спеціальна | позапартійна           | Підліснянське відділення зв'язку, листоноша           |
| 16       | Чорній Андрій Романович                 | 01.11.2010            | середня спеціальна | позапартійний          | приватний підприємець                                 |